# Слоесто-купести облаци
Слоесто-купестите облаци (Stratocumulus) са ниски облаци, характеризиращи се с големи тъмни кръгли купове, обикновено на групи, линии или вълни, като отделните облаци са по-големи от тези на високо-купестите облаци и са разположени на по-ниска надморска височина, обикновено под 2000 m. Слабите течения на конвекция създават тънки облачни слоеве, поради по-сухия и стабилен въздух отгоре, който ограничава по-нататъшното вертикално развитие.
Скорошните симулации сочат, че до век е възможно слоесто-купестите облаци да изчезнат, вследствие изменението на климата.

## Образуване
Широки области от субтропичните и полярните океани са покрити с големи пластове слоесто-купести облаци. Те могат да се организират в определени формации, които към днешно време все още се изучават. При субтропиците, те покриват ръбовете на конските ширини и намаляват количеството слънчева енергия, абсорбирана от океанските води там. Когато се пренесат над суша, лятната жега или зимният студ се смекчават. Облачно време настъпва обикновено или в топъл фронт между друг топъл фронт и студен фронт в депресия, или в област с високо налягане, като в последния случай облаците могат да се задържат над дадена област в продължение на няколко дни. Ако въздухът на сушата е достатъчно влажен и топъл, слоесто-купестите облаци могат да се развият в различни купести облаци, а пластът може да се удебели достатъчно, за да стане дъждовен. В по-сухи райони те бързо се разсейват над сушата. В районите с антициклонни условия, това често се случва преди обед, когато слоесто-купестите облаци се разкъсват под топлината на Слънцето, а към вечерта отново се образуват, когато топлината намалее.

## Видове
- Stratocumulus stratiformis – кълба от заоблени маси, разположени в удължен слой, като облаците са в известна степен сплетени;[4]
- Stratocumulus lenticularis – слой под формата на леща или бадем, често много продълговат и обикновено с добре изразени очертания;[4]
- Stratocumulus castellanus – облачни кули, които се издигат вертикално и са свързани с обща хоризонтална основа;[4]
- Stratocumulus volutus – дълга, хоризонтална и отцепена облачна маса с форма на тръба, често въртейки се бавно около хоризонтална ос;[4]
- Stratocumulus floccus – малки снопчета с купест вид, като долните части на снопчетата обикновено са разкъсани и често са придружавани от влакнести следи.[4]

## Разновидности
- Stratocumulus translucidus – слой, по-голямата част от който е достатъчно прозрачен, за да разкрива очертанията на Слънцето или Луната;[4]
- Stratocumulus perlucidus – слой, при който пространствата между облаците позволяват да се види Слънцето, Луната, небето или по-високите облаци;[4]
- Stratocumulus opacus – слой, основната част от който е толкова непрозрачна, че напълно закрива Слънцето или Луната;[4]
- Stratocumulus duplicatus – два или повече наслоени участъка, близки един до друг и понякога частично обединени;[4]
- Stratocumulus undulatus – слой, съставен от доста големи и често сиви елементи, разположени в система от почти успоредни линии, като понякога е налична двойна система от неравности под формата на напречни линии, които пресичат основната система;[4]
- Stratocumulus radiatus – относително прави успоредни ивици, които като че ли се събират в една точка или две противоположни точки на хоризонта;[4]
- Stratocumulus lacunosus – слой или петна, имащи равномерно разпределени кръгли отвори, много от които с ресни.[4]

- Stratocumulus stratiformis.
- Stratocumulus lenticularis.
- Stratocumulus castellanus.
- Stratocumulus perlucidus.
- Stratocumulus opacus.
- Stratocumulus undulatus.
- Stratocumulus radiatus.

## Влияние
Най-често слоесто-купестите облаци не пораждат валежи, а когато го правят, те са само от ситен дъжд или сняг. Все пак, тези облаци могат да се видят преди или след по-лошо време, така че могат да бъдат индикатор за бури. Те често могат да се видят под пересто-слоести и високо-слоести облаци, които често предшестват топъл фронт, тъй като тези по-високи облаци намаляват слънчевото греене и, следователно, конвекцията, карайки купестите облаци да се разпокъсат до слоесто-купести.
Слоесто-купестите облаци са основният тип облаци, които пораждат явлението крепускуларни лъчи. Тънките слоесто-купести облаци често са причиняват коронен ефект около Луната през нощта.